# Niinisaari (ö i Birkaland, Övre Birkaland)
Niinisaari är en ö i Finland. Den ligger i sjön Palovesi och Jäminginselkä och i kommunen Ruovesi i den ekonomiska regionen  Övre Birkalands ekonomiska region  och landskapet Birkaland, i den södra delen av landet, 200 km norr om huvudstaden Helsingfors. Öns area är 19,6 hektar och dess största längd är 1 kilometer i nord-sydlig riktning.